# Hercostomus wittei
Hercostomus wittei är en tvåvingeart som beskrevs av Grichanov 1999. Hercostomus wittei ingår i släktet Hercostomus och familjen styltflugor. Inga underarter finns listade i Catalogue of Life.